# Paralimnophila danbulla
Paralimnophila danbulla là một loài ruồi trong họ Limoniidae. Chúng phân bố ở miền Australasia.